# Єлизавета Люксембурзька (герцогиня Гогенберг)
Єлизавета Люксембурзька (люксемб. Élisabeth vu Lëtzebuerg, фр. Élisabeth de Luxembourg), повне ім'я Єлизавета Хільда Зіта Марія Анна Антонія Фредеріка Вільгельміна Луїза Люксемурзька (люксемб. D'Prinzessin Élisabeth Hilda Zita Marie Anna Antonia Friederike Wilhelmine Louize vu Lëtzebuerg); 22 грудня 1922 — 22 листопада 2011) — люксембурзька принцеса з династії Пармських Бурбонів, донька великої герцогині Люксембурга Шарлотти та принца Феліче Бурбон-Пармського, дружина герцога Гогенберг Франца.

## Біографія

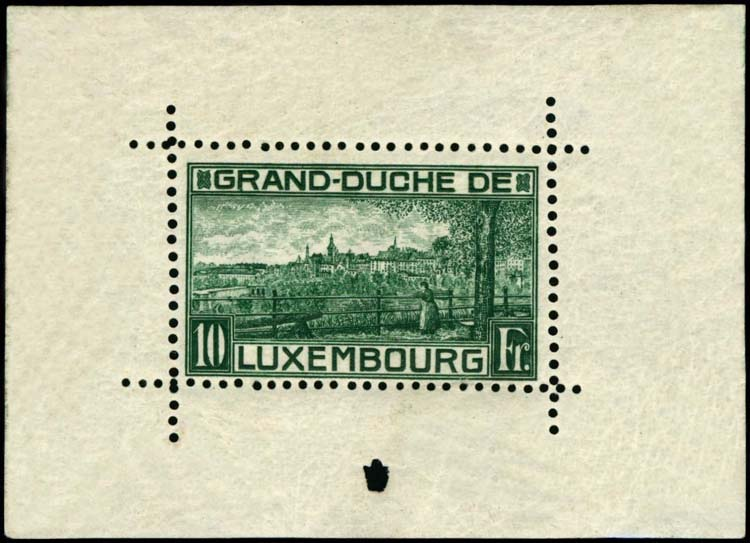
Поштовий блок на честь народження принцеси Єлизавети, 1923

Єлизавета народилась 22 грудня 1922 року у замку Берг. Вона стала другою дитиною та першою донькою в родині великої герцогині Люксембурга Шарлотти та її чоловіка Феліче Бурбон-Пармського. Дівчинка мала старшого брата Жана, оголошеного спадкоємцем престолу. Невдовзі в сім'ї з'явилось ще троє молодших доньок: Марія-Аделаїда, Марія-Габріела, Алікс і син Карл.
До 1940-го діти росли в замку Берг. Перед захопленням країни німецькими військами, родина виїхала за кордон. Протягом наступних п'яти років Єлизавета побувала у Португалії, Сполучених Штатах, Великій Британії та Канаді. Разом із сестрою Марія-Аделаїдою навчалася у католицькій школі містечка Волдінґхем (Woldingham School) у графстві Суррей і Collège Jésus-Marie de Sillery в Квебеку.
У віці 33 років вийшла заміж за 28-річного принца Франца Фердинанда Гогенберг, онука ерцгерцога Франца Фердинанда та Софії Хотек. Цивільна церемонія пройшла 6 травня 1956 року.  Вінчання відбулося 9 травня у Люксембурзі. У подружжя народилося двоє доньок. 
У 1962 Франц, після смерті батька, став герцогом та главою дому Гогенбергів. 1977 року він помер. Єлизавета набагато пережила чоловіка і пішла з життя 22 листопада 2011 у замку Фішбах у віці 88 років. Похована в родинному склепі замка Артштеттен у Нижній Австрії.

## Родина
Чоловік — Франц Гогенберг
Діти:
- Аніта (нар. 1958) — була одружена з Роме де ла Поезом, графом д'Арамбур, зараз пошлюблена із графом Андреасом Бардо, має трьох синів та доньку від першого шлюбу;
- Софія (нар. 1960) — пошлюблена із бельгійським аристократом Жаном-Луї де Подеста, має сина та двох доньок.[5][6]

## Цікаві факти
- 3 січня 1923 у Люксембурзі з приводу народження принцеси Єлизавети вийшов перший у світі поштовий блок.[7]